# دریاگیاه‌سانان
دریاگیاه‌سانان (نام علمی: Fucales) نام یک راسته از رده جلبک قهوه‌ای است.